# Namna Kalan
Namna Kalan là một thị xã và là một nagar panchayat của quận Surguja thuộc bang Chhattisgarh, Ấn Độ.

## Nhân khẩu
Theo điều tra dân số năm 2001 của Ấn Độ, Namna Kalan có dân số 8914 người. Phái nam chiếm 52% tổng số dân và phái nữ chiếm 48%. Namna Kalan có tỷ lệ 73% biết đọc biết viết, cao hơn tỷ lệ trung bình toàn quốc là 59,5%: tỷ lệ cho phái nam là 79%, và tỷ lệ cho phái nữ là 67%. Tại Namna Kalan, 14% dân số nhỏ hơn 6 tuổi.